# 库恰马城
库恰马城（Kuchaman City），是印度拉贾斯坦邦Nagaur县的一个城镇。总人口50566（2001年）。

## 人口
该地2001年总人口50566人，其中男性26153人，女性24413人；0—6岁人口8552人，其中男4432人，女4120人；识字率58.54%，其中男性为70.19%，女性为46.06%。